# أولاد اكثير (لكرارمة)
أولاد اكثير هو دُوَّار يقع بجماعة أهل وادزا، إقليم تاوريرت، جهة الشرق في المملكة المغربية. ينتمي الدوّار لمشيخة لكرارمة التي تضم 15 دوار. يقدر عدد سكانه بـ 865 نسمة حسب الإحصاء الرسمي للسكان والسكنى لسنة 2004.

## روابط خارجية
- البوابة الوطنية للجماعات الترابية
- المندوبية السامية للتخطيط